# 世界最古の一覧
世界最古の一覧（せかいさいこのいちらん）は、「現存している、世界で最も古いもの」の一覧。

## 概要
「そのもの」ではなく「痕跡」が現存する場合は、「#遺物・遺跡」の節に記載する。
以下の記事も参照のこと。
- 世界初の一覧 -（現存に関わらず）「世界で最も早い時期に現れたもの」の一覧。

## 遺物・遺跡
ここでは、地球科学的遺物と遺跡、および、歴史的遺物と遺跡の、現存する世界最古を記述する。

### 地殻・鉱物
- 地球外の物質 - マーチソン隕石に含まれるプレソーラー粒子。約75±20億年[1]。地球が誕生する以前の物質であるため、世界最古の物質でもある。
  - 放射年代測定によるネオン21の蓄積量から算出[1]。
- 鉱物 - オーストラリア西部のジャックヒルズ（英語版）で発見された岩屑性ジルコン (detrital zircon) のうちで最古のもの[2]
  - 既知で最古の地殻断片[2]。約44億400万±800万年前[2]（冥王代初期）。
- 岩石 - カナダのノール・デュ・ケベック地域にあるヌブアギトゥク緑色岩帯（英語版）で発見された偽角閃岩 (faux-amphibolite)[3][4][5]
  - 同時に、既知で最古の変成岩でもある。約42億8000万年前[3][4]（冥王代初期）。2008年9月26日[4]、マギル大学研究チーム発表[3]。
- 堆積岩 - グリーンランド南西部にあるイスア緑色岩帯（英語版）で発見されたもの[6]
  - 約38億年前[6]（太古代初期イオアーキアン）。

### 道具
ここでは、道具のほかにも、原始時代の制作物・作品としての像やそれらの制作行為も合わせて扱うこととする。
- 石器 - ヒト属（ホモ属）によるものは、エチオピア・アファール盆地のゴナ (Gona) にある化石人類遺跡[7]で発見されたオルドワン型礫石器群
  - 約260万-約250万年前[8]（新生代新第三紀鮮新世後期）、ホモ・ハビリスによるものと推定される[8]。
- 磨製石器　 群馬県みどり市笠懸町にある岩宿遺跡で出土したもの、人の手によって磨きがかけられた石器としては、これが「世界最古」の石器である。
- 槍 - 約40万年前（前期旧石器時代末期）の木製の槍[9][10]
- 釣針 - 日本の沖縄県南城市サキタリ洞遺跡で発見された。約2万3千年前にニシキウズ科の巻貝の一種の底を割って磨かれて作られている。[11]

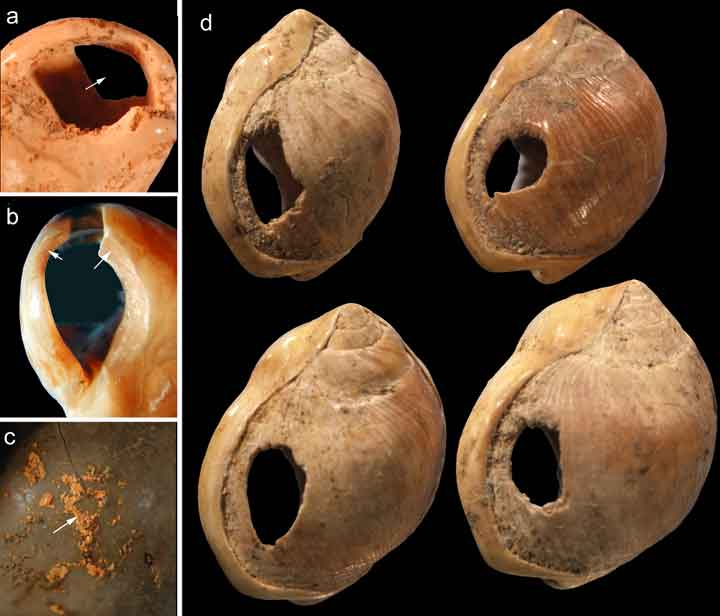
世界最古の貝殻ビーズ

- 装身具 - 約7万5000年前の貝殻ビーズ

南アフリカ共和国の都市ケープタウンの300km東に所在するブロンボス洞窟遺跡にある約7万5000年前の地層から、大きさが完璧に揃っている上に例外なく開口部の反対側の同一箇所に孔が開いている巻貝の貝殻が60個あまり発見された。孔はビーズ飾りを作るための、紐の通し孔であったと考えられている。
- 楽器 - 約3万5000年前の、マンモスの牙や鳥の骨で作られた横笛

ドイツ南西部のバーデン＝ヴュルテンベルク州はシュヴェービッシェ・アルプにあるホーレ・フェルス洞窟の後期旧石器時代オーリニャック文化遺跡で発見された。
- 動物形象による像 - 約3万2000年前の、ライオンマン（ライオンレディー）

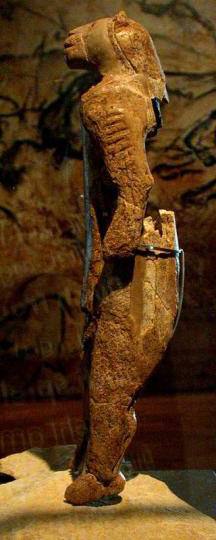
世界最古の動物形象のよる像「ライオンマン（ライオンレディー）」

ドイツ南西部のバーデン＝ヴュルテンベルク州はシュヴァーベン・アルプのローネタール（はぐれ谷）にあるホーレンシュタイン・シュターデルの洞窟（ホーレンシュタイン山のシュターデル洞窟）から出土した、後期旧石器時代のオーリニャック文化に属すると考えられる象牙製の彫像（女神像）で、現在知られている限り、世界最古の動物形象による像である。発見当初はホラアナライオンの雄をモデルとした男神像と見なされて「ライオンマン」と呼ばれたが、雌をモデルとした女神像説も論じられるようになったため、「ライオンレディー」とも呼ばれる。
- 陶磁器
  - 素焼き - 1924年にチェコのモラビア地方のドルニ・ベストニツェ遺跡から出土した、紀元前29000から25000年頃のドルニ・ベストニツェのビーナス像（英語版）[13][14]。
  - 土器 - 2009年に発見された中国湖南省玉蟾岩洞穴で発掘された約1万8000年前の土器[15][16]で、そのほか、日本の大平山元I遺跡の縄文土器（約1万6500年前）やシベリアで発掘された土器（約1万4000年前）も世界最古といわれることがある[17]。
  - 陶器 - 2012年に中国江西省の洞窟「仙人洞(Xianrendong)」から発見された約2万年前の陶器片[18][19]。2万年前は最終氷期極大期であるため、農耕より前に陶器が作られていた可能性が考えられている。それ以前は、日本の長崎県にある福井洞窟で発見された約1万2000年前のもの[20]。2009年には中国で湖南省で1万4000年前から2万1000年前の陶器が発見された[21]。
- 縄・紐 - フランスにあるラスコー洞窟の最奥部で発見された約1万2000年前以前のもの[10]。
  - 現存する最古の縄。後期旧石器時代マドレーヌ期（約1万8000- 約1万2000年前）に属する遺物。
- 銅器 - 紀元前8800年頃の銅製の小玉：イラクで発見[22]。なお、世界最古の銅製食器や銅製調理用具としては、紀元前4000年頃のパレスチナのNahal Mishmar遺跡で発見されている[23]。
- 青銅器 - 紀元前3500年頃からメソポタミアで銅に錫を混ぜて青銅を加工。
  - 青銅鈴 - 約3700年前、中国の夏の時代、二里頭文化[24]。
- 漆器 - 日本の北海道函館市南茅部地区にある垣ノ島遺跡から出土した漆塗り装飾品[25]。
  - 約9000年前 - 約6500年前（縄文時代早期前半）に属する土坑墓から2000年（平成12年）8月11日に発掘された推定年代約9000年前の副葬品[25]。本体は朽ち果て、漆塗りを施された表面部だけが残った[25]。ただし、2002年（平成14年）12月28日に発生した火事でほとんどを焼失した[26][27]。
- 貨幣 - 宝貝：タカラガイの貝殻に貨幣価値を与えた物。紀元前3000年頃、殷代後期の中国。タカラガイ#利用も参照。
  - 鋳造貨幣 - エレクトロン貨：リディア王国第2代国王アリュアッテスが、治世初期に当たる紀元前670年頃に造らせた。
- 鉄器 - トルコのカマン・カレホユック（英語版）遺跡から出土した小刀のような鉄器。
  - 紀元前2100年頃から紀元前1950年頃に属する遺構から発見され[28]、これによってヒッタイト起源説が更新された[29]。
- 紙幣 - 交子：北宋代の中国四川地方[30]。

## 生物
「長寿生物の一覧（英語: List of long-living organisms）」を参照。

### 植物
- 現生最古の木のクローン性コロニー（英語版）（現生する世界一樹齢の高い、木のクローン性個体群）
  - 学説によって異なり、現生最古の特定は困難であるが、その中でも推定樹齢の高いものを挙げることはできる。以下に記載するのは、いずれも個別に「現生最古」と解説されていることが多いものである。en:List of oldest trees#Clonal treesも参照。
    - パンド（英語名：Pando）[31][32]
      - アメリカ合衆国ユタ州フィッシュレイク国有林（英語版）内に生育する、アメリカヤマナラシ（学名：Populus tremuloides、英語名：Quaking Aspen, etc.）のクローン性コロニー。1996年の調査で樹齢は約1,000,000年[32]から約80,000年[31]の間と推定されている。

    - "Jurupa Oak"（日本語名未確認）[33][34]
      - アメリカ合衆国カリフォルニア州リバーサイド郡にある Jurupa Mountains 内に生育する、パルマーオーク（学名：Quercus palmeri、英語名：Palmer oak, Palmer's oak）のクローン性コロニー。推定樹齢13,000年（2009年時点）。

    - キングクローン（英語名：King Clone, King-Clone）[35][36]
      - ラレア・トリデンタタ（学名：larrea tridentata、英語名：Creosote bush。アメリカ合衆国南西部のモハーヴェ砂漠に生育する、ハマビシ科の低木）のクローン性コロニー。推定樹齢11,700年（2002年時点[要出典]）。

    - "Old Tjikko"（日本語名未確認）[37]
      - スウェーデンはダーラナ地方のに生育する、オウシュウトウヒ（学名：Picea abies）のクローン性コロニーで、根の部分のみが該当。2008年時点で樹齢約9,550年。紀元前8千年紀も参照。
- 現生最古の木（現生する世界一樹齢の高い木）
  - メトセラ（メトシェラ、Methuselah。グレートベースンブリッスルコーンパイン［学名：Pinus longaeva。イガゴヨウマツの一種］の一個体）[38]
    - 現生する世界一古い木。アメリカ合衆国カリフォルニア州インヨー郡のホワイトマウンテンズ（英語版）の森林限界地帯（インヨー国有林［en］内）に生育する。推定樹齢は1957年の計測時で4,789年（紀元前2832年、発芽）。したがって、2019年時点では (4,789+62=) 4,851年。
- 参考：観測史上最古の木（かつて存在した世界一樹齢の高い木）
  - プロメテウス（Prometheus。グレートベースンブリッスルコーンパインの一個体）[38]
    - アメリカ合衆国のネバダ州第2の高峰ホイーラーピーク（英語版）の森林限界地帯（グレートベースン国立公園内）に生育していたが、1964年、アメリカの大学院生と森林警備人員によって研究を名目に切り倒されてしまった。伐採時に計測された推定樹齢は「4,844年以上」。
- 最も古い時代の種子から発芽し成長した顕花植物
  - 大賀ハス（厳密には、1952年（昭和27年）7月18日に開花した一個体）
    - 日本の千葉市。種子は弥生時代の遺跡（泥炭層）から出土したもので、間接的年代測定がなされた1952年の時点で2000年以上前（紀元前1世紀末以前。弥生後期V期前半以前。「弥生時代の主な出来事」も参照。）に由来と推定された。その開花は「世界最古の花 生命の復活」として雑誌『ライフ』にも取り上げられた。
    - しかし、埼玉県行田市のゴミ捨て場建設予定地の池から発芽した行田蓮（古代蓮の里を参照）も、古い時代の種が発芽した例であり、鑑定では種のあった地層の測定により3000年から1400年前のものと推定されており、もし3000年の種だった場合には行田蓮は大賀ハスより古い時代の蓮という事となる。

- 最も古い苔
  - オオミズゴケ (Sphagnum palustre)
    - ハワイ諸島に分布しているクローン作製のみで繁殖した個体が、約5万年という年齢が得られている。ハワイ島コハラ山地の山頂付近にある約2万3900年前の泥炭から発見されている化石化したオオミズゴケを根拠に、コケの遺伝的多様性を分析して、突然変異率を特定、現在の遺伝的多様性にたどり着くまでにかかる時間を計算した。オオミズゴケは雌雄異株であるが、ハワイ諸島のオオミズゴケは1つの性しかなく、有性生殖ができなかったと考えられている[39]。

## 国家
- 独立国家 - エチオピア[要検証 – ノート][40]

CIAによる『ザ・ワールド・ファクトブック』の「独立」の項目では、「世界最古の国家の一つ」と記載がある。（ここでの「独立」は、主権(sovereignty)が達成された日付(the date)、または、「何らかの重要な独立国家的出来事」(some significant nationhood event)等を指す。）エチオピア
アフリカで最古の独立国家であり、世界最古の国家の一つ ―― 少なくとも2000年間（紀元前1世紀に連合したアクスム王国まで遡り得る）
［Ethiopia
oldest independent country in Africa and one of the oldest in the world - at least 2,000 years (may be traced to the Aksumite Kingdom, which coalesced in the first century B.C.)］
- 共和制国家 - サンマリノ[要検証 – ノート][41]

サンマリノの伝承的建国日は、石工マリヌス（のちの聖マリヌス［en］）がキリスト教迫害を逃れて当地に入った301年9月3日とされており、これをもってサンマリノは世界に広く「最古の共和国 (the oldest republic)」として認識されている。『ザ・ワールド・ファクトブック』の「独立」の項目においては、サンマリノ
301年9月3日（伝承的創立日）
［San Marino
3 September 301 (traditional founding date)］
と記載がある。
- 神話上の国家 - 日本[要検証 – ノート]

『ザ・ワールド・ファクトブック』の「独立」の項目において、第一に1947年5月3日、次いで紀元前660年2月11日、最後に1890年11月29日の記載がある。日本
1947年5月3日（明治憲法への修正として採択された現憲法）；著名な過去の日付：紀元前660年2月11日（神武天皇による建国という神話的日付）；1890年11月29日（立憲君主制を規定する明治憲法）
［Japan
3 May 1947 (current constitution adopted as amendment to Meiji Constitution); notable earlier dates: 11 February 660 B.C. (mythological date of the founding of the nation by Emperor JIMMU); 29 November 1890 (Meiji Constitution provides for constitutional monarchy)］
- 共産主義国家 - ソビエト連邦[要検証 – ノート]

ユリウス暦1917年10月の革命（十月革命）により樹立された、共産主義を国是とする史上初の国家。1991年12月に解体（ソビエト連邦の崩壊）するまで存続していた。現存する最古の社会主義国家は、1948年9月に成立した朝鮮民主主義人民共和国。

## 政治・条約・法律・通貨
- 有効な軍事同盟 - 英葡永久同盟：1386年
  - ウィンザー条約によって成立[44]。
- 政党 - 民主党：1790年
  - トーマス・ジェファーソンによって1790年に民主共和党として設立され、1828年に名前を民主党と改め、現在まで存続している[45]。
- 有効な通貨 - 10サンチーム（ラッペン）硬貨：1879年
  - スイスで1879年に発行された10サンチーム（ラッペン）硬貨は、デザインを変えずに今でも流通しており、1879年製の同硬貨は世界最古の法定通貨である[46]。

## 家系
- 君主 - 天皇の家系（日本)
  - 最古の王朝[47][48][49]。ギネス世界記録では、世界で現存する「最古の統治家」（Oldest ruling house）として、日本の皇室と2019年に即位した第126代・徳仁天皇を挙げている[50]。
- 遺伝学上の家系 - フーフトハウゼンとランゲの家系（ドイツ）[要検証 – ノート]
  - ABCニュースによると、マンフレート・フーフトハウゼン (Manfred Huchthausen) とウーヴェ・ランゲ (Uwe Lange) は、約3000年前の青銅器時代に共通の祖先を持っている[信頼性要検証][51]。ニーダーザクセン州で紀元前1000～700年に使われていたリヒテンシュタイン洞窟の骨から、特徴的で希少なDNAパターンが発見され、世界最長の家系として証明された[信頼性要検証][51]。
- 記録上の家系 - 孔子の家系（中国）[要検証 – ノート]
  - 孔子（紀元前552年9月28日‐紀元前479年3月9日）の家系図「孔子世家譜」は、世界で最も長い家系図とされ[信頼性要検証][52]、2009年は孔子生誕2560年目に当たる[信頼性要検証][53]。紀元前500年から現代まで記録され続けており、ギネスブックでは世界最長として登録され、記録を更新中[信頼性要検証][54]。
- 神話上の家系 - 天皇の家系（日本）[要検証 – ノート]
  - 『ブリタニカ国際大百科事典』によると、日本の文献に「天皇」の文字が現れたのは7世紀である[55]。『百科事典マイペディア』によれば、神武天皇は「もとより史実ではない」とされている[56][注 1]。しかし、神武天皇は実在したともされている[57][58]。また、「万世一系」（特に皇統が同一系統で続くこと）という語がある[59]一方、皇統が分裂抗争した「南北朝時代」がある[60]。

## 建築物

### 土造建築物
- 土造建築物 -（特定未確認）
- ジッグラト - テペ・シアルクのジッグラト
  - イラン、テペ・シアルク遺跡の第3期（紀元前3000年～2500年）に築かれたジッグラトが現存最古のジッグラトである[61]。

### 石造建築物

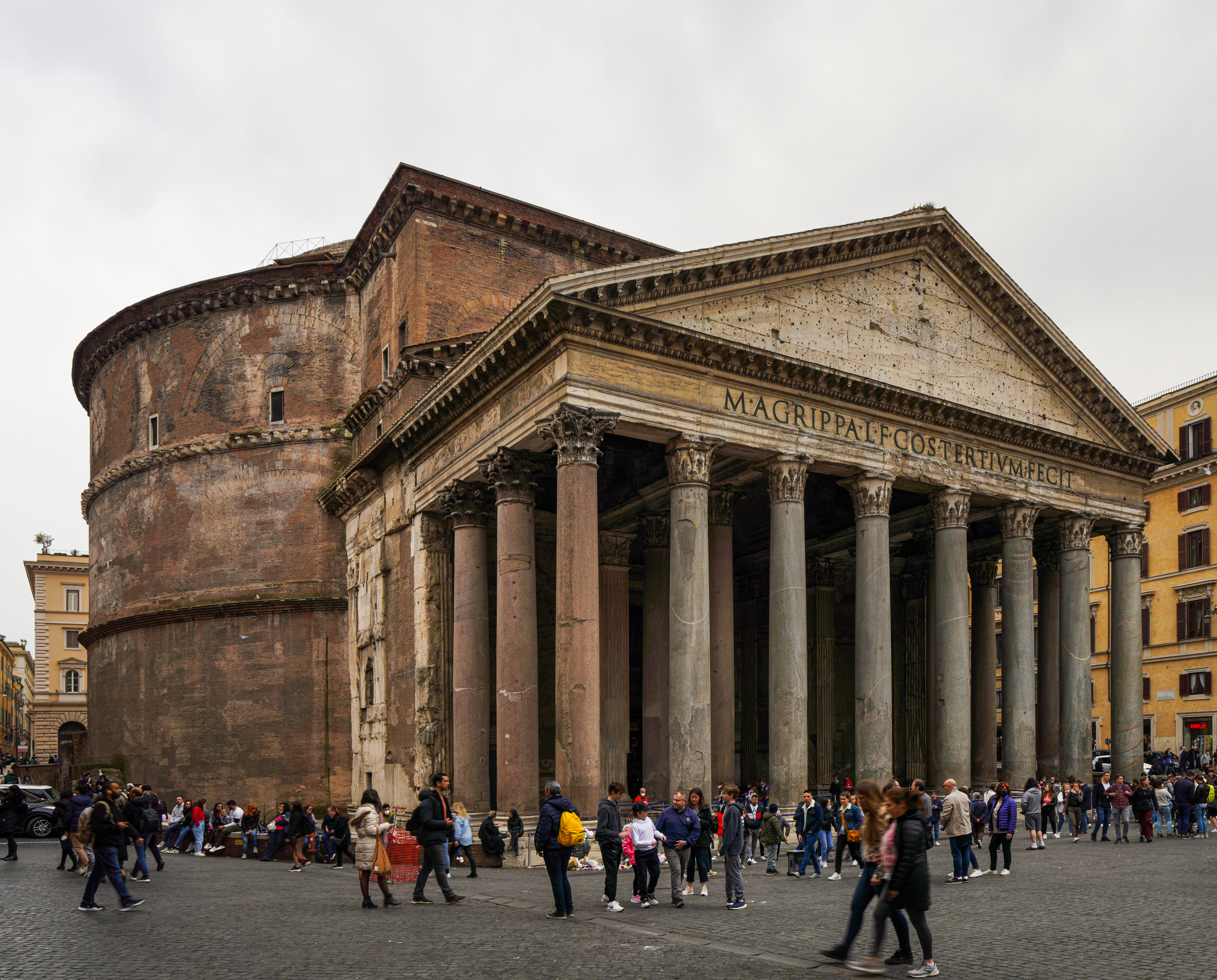
ローマのパンテオン（2代目）
128年に完成して以来、建物利用が続いている。

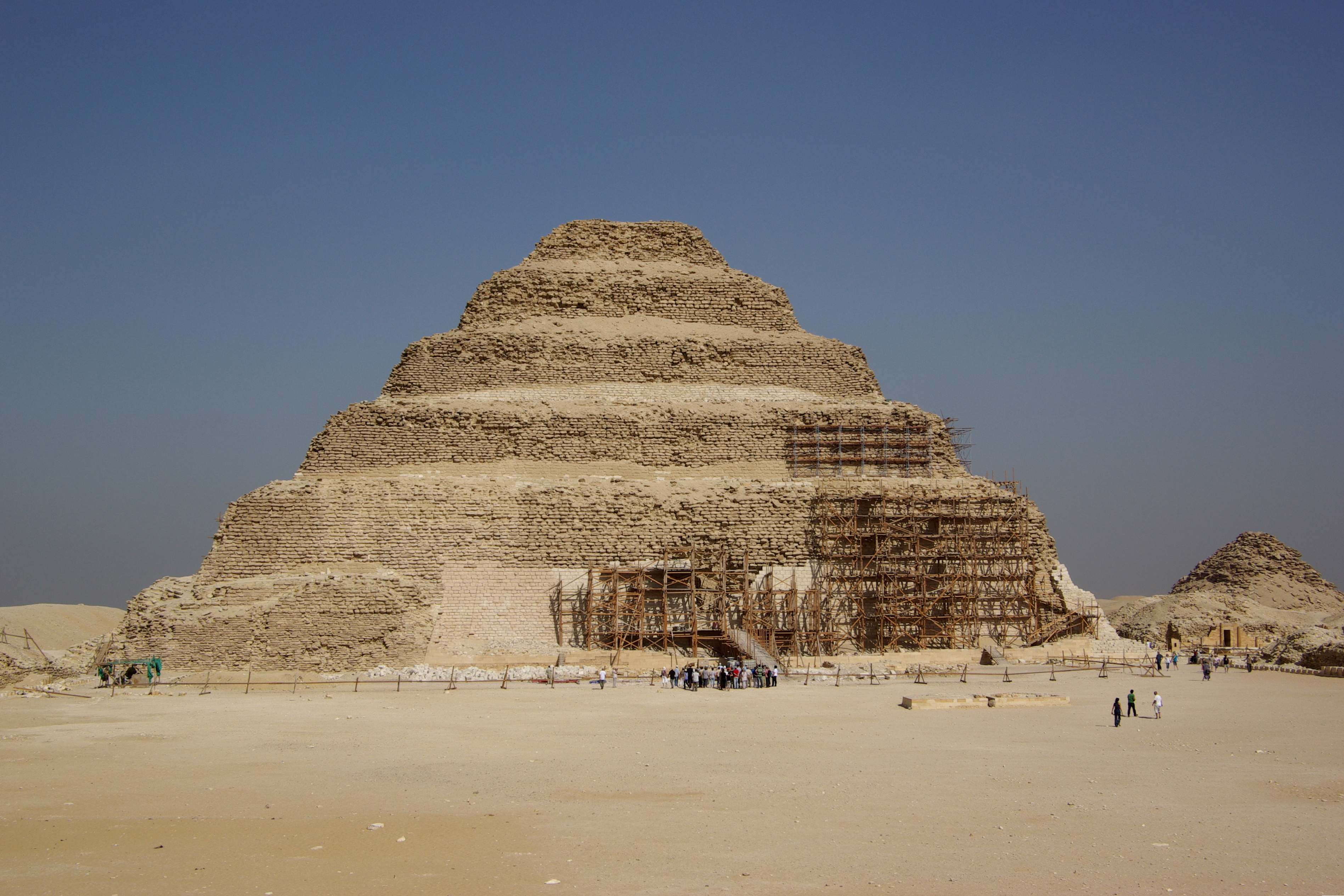
ジェセル王のピラミッド
紀元前27世紀半ばの建造。

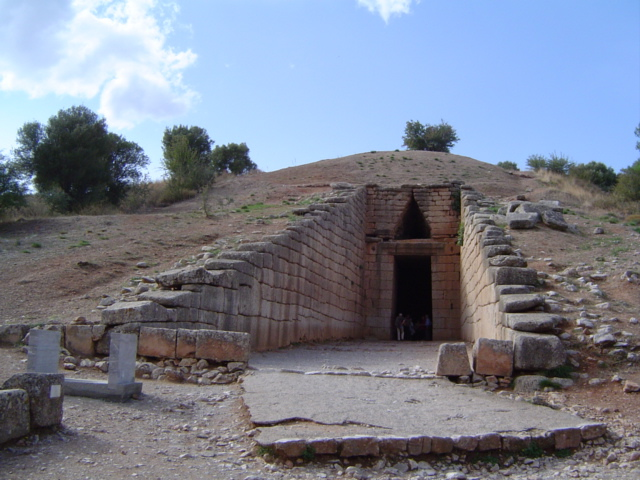
アトレウスの宝庫
ミケーネ文明の蜂窩状墳墓として代表的なもの。紀元前1250年ごろ建造された。

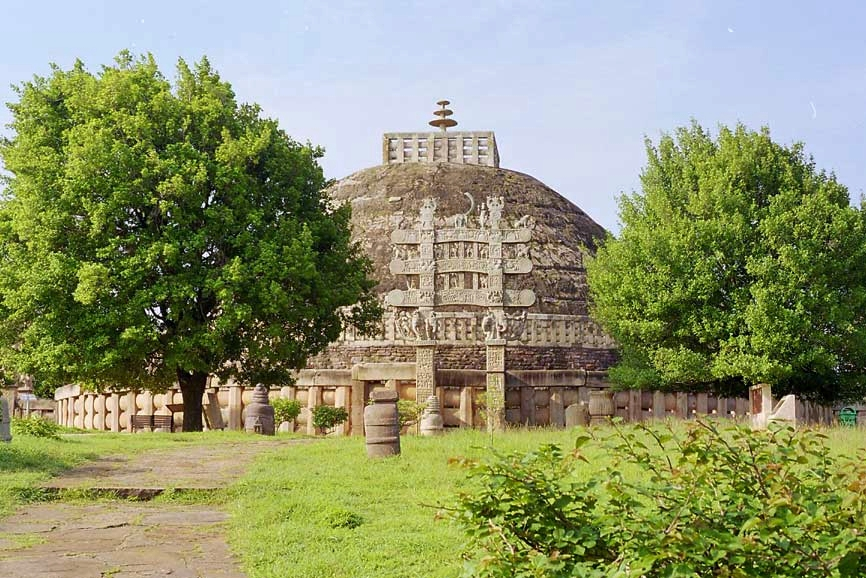
サーンチーの仏塔
紀元前3世紀半ばに建立された。

- 石造建築物 -（特定未確認）：理論上、石器時代に属する原始的な石造建築物遺跡がそれに当たる。
- 最古の3階建ての建物 - エリコの塔
  - エリコの町（パレスチナにある集落遺跡）のうち、紀元前9000年頃（ナトゥフ期初頭）に形成された遺跡に見出される石造建築物[62]。
- 建物利用が続く石造建築物 - ローマのパンテオン（その2代目）か
  - 帝政ローマ時代初期に当たる紀元前25年、ローマにて創建されたが、初代は間も無くして焼失し、128年に再建されたもの（■右の画像参照）が現存する。再建以来、途切れなく建物利用が続いている石造建築物（同時に、建物）として世界最古か。当初は万神殿（パンテオン）、のちにカトリックの教会堂に改装されて今に至る。
- 階段ピラミッド - ジェセル王のピラミッド（別名：サッカラのピラミッド）
  - 古代エジプト第3王朝時代のサッカラにてジェセル王治世下で紀元前27世紀半ばに建造された（■右列の画像参照）。現存最古の階段ピラミッドであり、かつ、史上初・現存最古のピラミッドでもある。
- ピラミッド - ジェセル王のピラミッド（サッカラのピラミッド）：上述を参照のこと。
- スフィンクス（ギザの大スフィンクス） - 世界最大にして最古の石像（石製建築物）[63]。
- 石造ドーム建築物 - 蜂窩状墳墓
  - 紀元前1500年頃からミケーネ文明で多く見られるようになる擬似アーチ（持送りアーチ）形状の天井を持つ墳墓が、既知で最古の明確な蜂窩状墳墓であり、したがって、史上初で現存最古の明確な石造ドーム建築物である可能性が高い（■右列の画像参照）。
- 天井を備えた自立型建築物 -（参考）ハトホル神殿
  - 紀元前1世紀頃、古代エジプトのデンデラに創建される。完全な天井のある自立型の建築物として最古か。現存する最も保存状態の良いエジプト神殿。現在はローマのパンテオンのように建物としては利用されておらず、遺跡である。
- 仏教の石造建築物 - サーンチーのストゥーパ
  - 紀元前3世紀半ば、アショーカ王による建立。■右列の画像参照。
- 利用中のキリスト教の石造建築物 - 降誕教会
  - 5世紀頃、パレスチナのベツレヘムに建造された。今も使われているキリスト教会堂として世界最古の一つ。
- イスラム教の石造建築物 -（未編集）

### 木造建築物
- 木造建築物 - 法隆寺金堂および五重塔

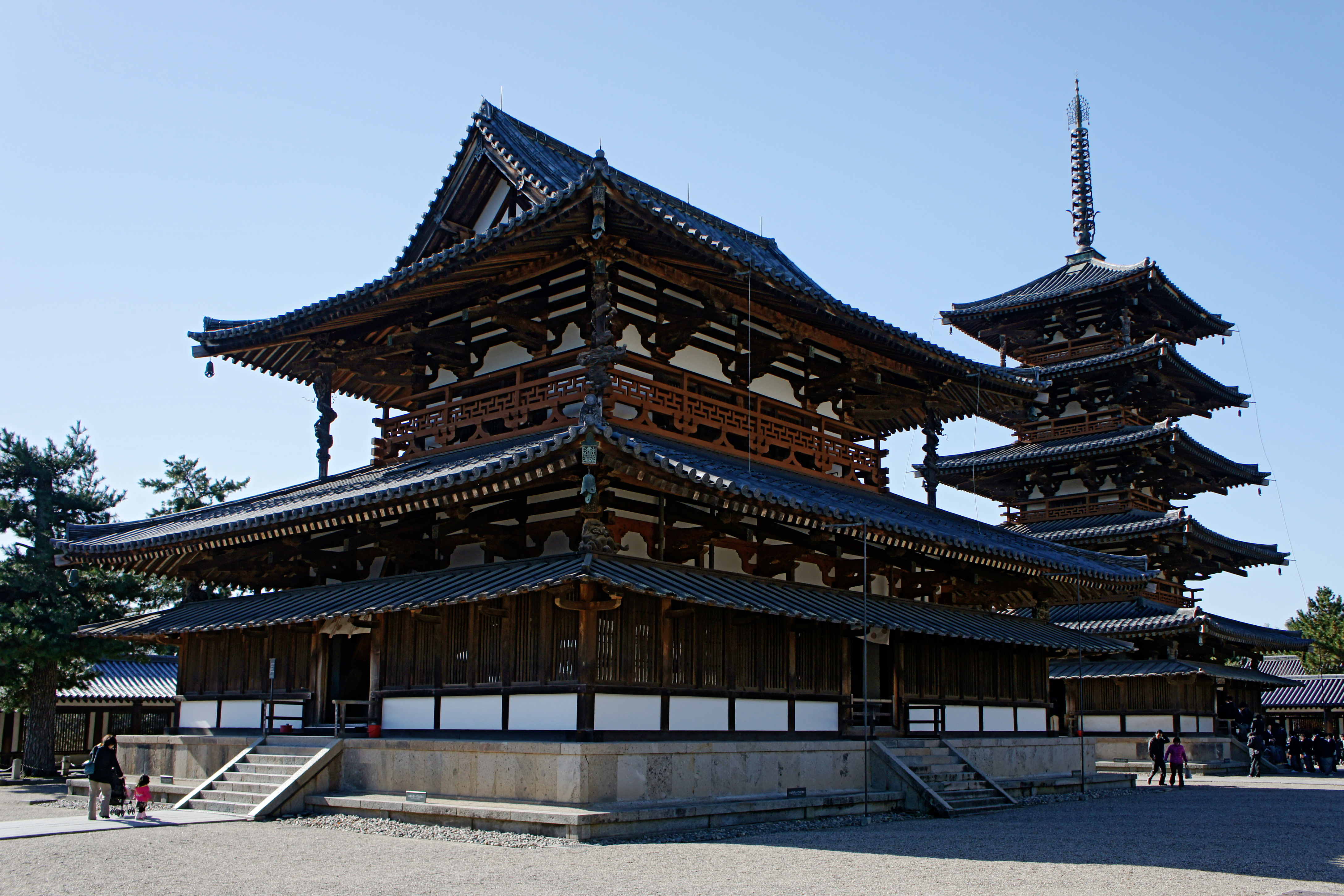
法隆寺の金堂と五重塔
7世紀中に建立された。

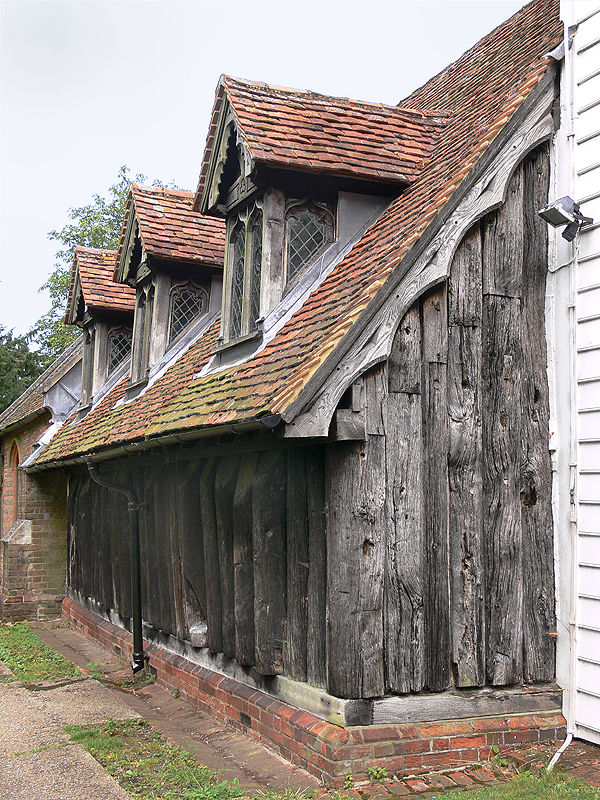
グリーンステッド教会の北面
9世紀半ばに建立されたとされる木造教会の現存する部分。

  - 日本の斑鳩宮近郊（現・奈良県斑鳩町域）に、推古天皇9年（601年）、聖徳太子によって建立されたとの説が有力であるが、異説もある。天智天皇9年（670年）に全焼したともされており、その場合、再建時期は不明とされる。このように諸説入り乱れる中ではあるが、早くて7世紀初頭の創建、遅くて同紀後半の再建と考えられている。■右列の画像参照。
- 仏教の木造建築物 - 法隆寺金堂および五重塔：上に同じ。
- キリスト教の木造建築物（木造教会）- グリーンステッド教会（英語版）（別名：グリーンステッドの聖アンドリュー教会）
  - イングランドはエセックス地方のグリーンステッド（英語版）で9世紀半ば（異説では11世紀半ば）に木造で建立された聖アンドリュー教会の教会堂。全体的には石造に改築される中、北面など一部（■右列の画像参照）が創建当時の姿をとどめる。
- イスラム教の木造建築物 -（未編集）

### 鉄骨造等の建築物
- 鉄骨造の建築物 - ディザリントンの亜麻工場（英語版）
  - イギリス、シュロップシャー州シュルーズベリーの郊外に1797年に建てられた世界初の鉄骨造の建築物であると同時に、現存最古の鉄骨造の建築物[64]。
- 鉄筋コンクリート造の教会 - サン＝ジャン＝ドゥ＝モンマルトル教会（英語版）
  - フランスはパリ18区のモンマルトルに所在。建設期間は1894-1904年。

### 塔・高層ビル
- 石造塔 -（未確認）
- 木造塔 - 法隆寺五重塔：日本、奈良県斑鳩町。
- 鉄塔 -（未編集）
- 鉄筋コンクリート塔 -（未編集）
- 鉄骨造の高層ビル - ルッカリー・ビルディング（英語版）：アメリカ合衆国、シカゴ。1886年竣工。
- 鉄筋コンクリート造の集合住宅 - フランクリン通りのアパート (Rue Franklin apartments)
  - フランスはパリ16区のフランクリン通りに所在。建設期間は1902年-1904年。オーギュスト・ペレが設計。

### その他
- 西洋風建築物 - パルテノン神殿
  - 古代ギリシアの都市国家アテナイで紀元前438年に創建された。最古の「西洋風建築」とされることがある[65]（ただし、西洋という定義は曖昧）。
- 現存最古の屋内劇場 - オリンピコ劇場（テアトロ・オリンピコ）
  - イタリアのヴィチェンツァに所在。建設期間は1580年 - 1585年[注 2]。

## 交通

### 施設

#### 道路
- 舗装道路 - モエリス湖採石場道路：紀元前2500年～2100年
  - 古代エジプト古王国時代、玄武岩の採石場からギーザまで石材を運搬する途上、採石場からモエリス湖畔まで約20キロメートルを結ぶために使われた[66]。

#### 橋
- 現存する最古の橋 - アルカディコ橋

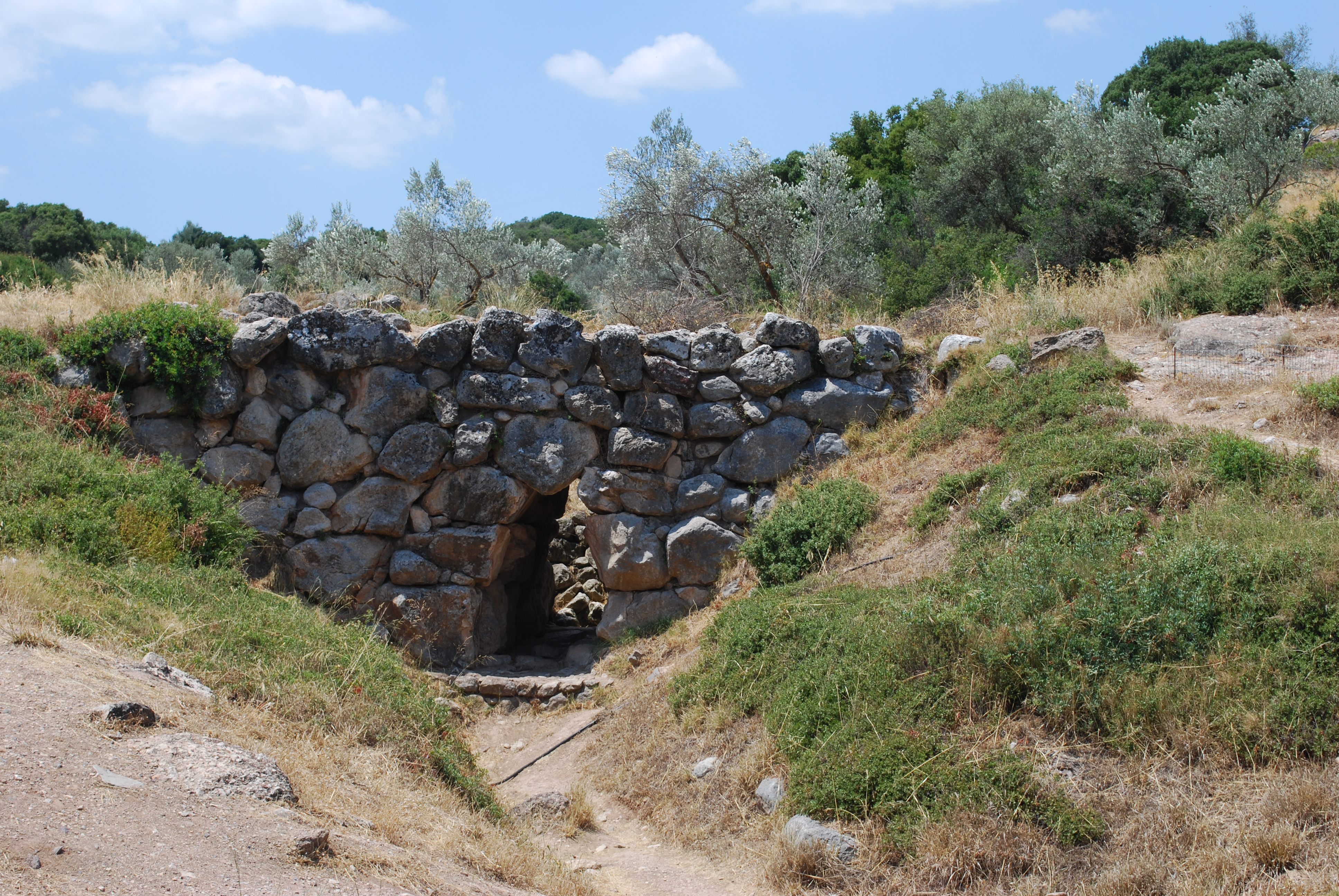
アルカディコ橋
紀元前13世紀頃建造。

  - 紀元前13世紀頃、ティリンスとエピダウロスを結ぶべくミケーネ人が建造した石橋であり、持送りアーチ橋。地元住民によって現在も使用されている。
- 鉄橋 - アイアンブリッジ（コールブルックデール橋）
  - イギリスのシュロップシャーで1779年に建造された、世界初で現存最古の鉄橋。

#### 陸路の中継
ロンドンマンチェスター間を走る鉄道

#### 港湾関連
- 港湾 - Wadi al-Jarf（英語版）：紀元前26世紀前半
  - 古代エジプト第4王朝、クフ王時代に使われた世界最古の港。スエズの南方約180キロに位置する[67]。ここでは世界最古のパピルス文書も発見されている。
- 現在も使われている灯台 - ヘラクレスの塔
  - スペイン、ガリシア州に所在。古代ローマ時代に建てられ、2世紀から現在まで継続して灯台として使われている[68]。

#### 航空関連
- KLMオランダ航空
  - 1919年の創設時と同じ名称で営業する世界で最も古い航空会社である。

- フランス飛行クラブ
  - 1898年に設立された世界最古の航空クラブであり、1905年に設立された国際航空連盟の設立メンバーである。| [icon] | この節の加筆が望まれています。 |

#### 宇宙関連
- ヴァンガード1号
  - アメリカ合衆国が1958年に打ち上げた人工衛星であり、最も長く宇宙に存在する人工物の記録を保有している。| [icon] | この節の加筆が望まれています。 |

### 乗り物
- 蒸気機関車 - パッフィング・ビリー（英語版）：1813年
  - イギリスでウィリアム・ヘドリーによって1813年に設計され、1862年まで炭鉱で使用された。現在はロンドンのサイエンス・ミュージアムに収蔵されている[69]。

- 走行可能な四輪自動車 - De Dion-Bouton et Trepardoux Dos-a-Dos Steam Runabout（通称「侯爵夫人」）（英語版）：1884年
  - フランスの自動車会社ド・ディオン・ブートン（英語版）で、創立者ジュール・アルベール・ド・ディオン（英語版）伯爵のために1884年に作られた蒸気自動車[70][71]。
- 飛行可能な飛行機 - ブレリオ XI：1909年
  - イギリス、ベッドフォードシャーのシャトルワース・コレクション（英語版）の所蔵するブレリオ XIが飛行可能な世界最古の機体であり、アメリカ、ニューヨーク州のOld Rhinebeck Aerodrome（英語版）の所蔵するブレリオ XIがこれに次ぐ[72][73]。

## 記録
ここでは、鉱物や炭に始まるあらゆる記録素材、記録媒体、記録手段、記録施設等の、現存する世界最古について記述する。

### 記録内容
- 絵画 - ホーレ・フェルス（英語版）の洞窟壁画[74]
  - 洞窟は南ドイツのシュヴェービッシェ・アルプにあり、壁画はオーリニャック文化によるもの。後期旧石器時代に当たる約3万5000年前（地球史年表#10万年前 - 1万年前を参照）[74]に描かれたと推定される。
- 人名 - クシム
  - 諸説あるため確言はできないがメソポタミア文明におけるKushim Tablet（B.C.3500〜B.C.4000頃）に記録されているものが最古の人名として最も有力とされる。ただし、最古の人名の記録に関しては多説がある（イリホル、ナルメル、スコルピオン1世 (ファラオ)等）。
- 音楽 - H6（ニッカル（英語版）へのフルリ人の賛美歌）
  - シリア、ウガリットから発掘された紀元前15世紀の粘土板に記録されたフルリ語の歌（英語版）のうち、唯一復元可能な程度十分に保存されていたH6が、現存する最古のメロディー[75]。
- ピラミッド・テキスト - エジプトのサッカラにあるウナス王のピラミッド内にヒエログリフ（古代エジプト文字）で刻まれた人類史上最古の宗教碑文[63]。
- 音声記録 - フォノトグラフを用いてエドワール＝レオン・スコット・ド・マルタンヴィル（英語版）が記録した音声
  - 1860年にド・マルタンヴィルは自身の作製したフォノトグラフにフランス民謡「月の光に」を吹き込んだ。2008年にそれを画像解析することで再生可能となった[76]。

### 記録媒体
- 粘土板文書 - シュメールの都市ウルクの遺跡第4層から出土した、紀元前3300年頃のもの[77]（ウルク文化も参照）。
- 彫刻文書（銘文を含む）-（未編集）
- 墨文書 - 文字が刻み込まれた卜占用亀甲獣骨に残る墨の跡：紀元前14世紀の殷代中国。
- 竹簡文書 - 戦国初期（前５世紀後半）、曾侯乙墓（湖 北省随州）から出土したもの。
- 木簡文書 -（未編集）
- 本 - Golden Orphism Book（英語版）：紀元前6世紀
  - ブルガリアで発掘され、ブルガリア国立歴史博物館（英語版）に収蔵されている6枚の金のページを綴ったGolden Orphism Bookにはエトルリア語が書かれており、世界最古の製本された本とされる[78]。
- パピルス - Diary of Merer（英語版）：紀元前26世紀前半
  - 古代エジプト古王国時代、クフ王の時代にMererという役人が記した日誌[79][80]。
- 羊皮紙 -（未編集）
- 紙 - 放馬灘紙

### 地理記録
- 地図 - トリノ・パピルス・マップ（英語: Turin Papyrus Map）：紀元前1150年頃
  - トリノ・パピルス・マップは古代エジプト新王国第20王朝のラムセス 4 世の遠征のため、紀元前 1150 年頃に作られた実際の地理内容を含む世界最古の地図[81]。
- 世界地図 - バビロニアの世界地図
  - 紀元前600 - 500年頃[82]の新バビロニア王国で作られた粘土板が、現存する世界最古の世界地図である。
- 地球儀 - Erdapfel（英語版）：1492年
  - マルティン・ベハイムがドイツ、ニュルンベルクで作製したもの[83]。

### 印刷物
- 印刷された年代の明確な印刷物 - 百万塔陀羅尼
  - 770年（宝亀元年）、日本。印刷術の歴史はさらに古いが[注 3][注 4][注 5]、現存する印刷された年代の明確な印刷物はこれが最古である[84]。
- 活字で印刷された本 - 吉祥遍至口和本続（英語版）
  - 12世紀後半、西夏で印刷された[85]。
- 金属活字で印刷された本 - 直指心体要節
  - 禑王3年（1377年）、高麗で印刷された[86]。

## 学問

### 学問所
- マドラサ - アル＝カラウィーン大学
  - モロッコのフェズで859年に設立された。「現存最古級のマドラサ（英語: List of oldest madrasahs in continuous operation）」も参照。
- 大学 - 南京大学：258年創立。
  - 参考：世界初の大学 - タキシラの僧院：古代インドはガンダーラ地方のタキシラ（現・パキスタン領内）に所在した。紀元前7世紀、創設。
- 近代西洋型の総合大学 (university) - ボローニャ大学：イタリアのボローニャに所在。1088年、設立。

- キングズ・スクール
  - イギリスケント州カンタベリーに所在する中等教育学校。世界最古の継続され続けている現役の学校の1つと評され、世界遺産に登録されているカンタベリー大聖堂に隣接している。 西暦597年、聖アウグスティヌスにより修道院として創設され、学校は英国で最も古い慈善団体でもある。

### 図書館
- 継続的に運営されている最古の図書館 - 聖カタリナ修道院の図書館
  - 527年から565年にかけて建設された聖カタリナ修道院は、現在も運営されている最古の修道院であり[87]、その図書館は継続的に運営されている最古の図書館である[88]。
- 大学図書館 - 特定できない。：イスラームの大学付属施設（アル＝カラウィーン大学付属の図書館か）。
  - 参考：ヨーロッパの大学図書館 - ボードリアン図書館：オックスフォード大学付属（イギリス、オックスフォード）。1598年の開設。
- 公文書館 -（未編集）
- 近代的公文書館 - フランス国立中央文書館：パリ（フランス）。1808年、開設。

### 展示館
博物館とその他の展示館を整然と分類することは事実上不可能である。美術館、文学館、科学館、植物園、動物園、水族館等々は、一分野に特化した博物館でもある。また、水族館は動物園の一種としての特徴も備えている。
- 博物館 - ロイヤル・アーマリーズ
  - ギネスブックは世界最古の博物館として1660年に一般に公開されたイギリス、ロンドン塔のロイヤル・アーマリーズを認定している[89]。

- 美術館 - カピトリーノ美術館（カピトリーノ博物館）：ローマ（イタリア）。1471年、開館[90]。
- 植物園 - ピサ植物園
  - 1544年にピサ大学付属の植物園として設立され、1592年に現在の場所に移った[91]。
- 同一の場所で運営されている最古の植物園 - パドヴァの植物園
  - パドヴァ大学付属（イタリア、パドヴァ）。1545年7月7日、開園。
- 動物園 - シェーンブルン動物園
  - 神聖ローマ皇帝フランツ1世によってオーストリア、ウィーンのシェーンブルン宮殿内に1752年に設立され、1779年に初めて一般に公開された[92]。
- 水族館 - モナコ海洋博物館：モナコに所在。1910年に開館。
- 美術専門の美術館 - ルーヴル美術館：パリ（フランス）。1793年8月10日、開館。
- 大学付属の博物館 - アシュモレアン美術・考古学博物館：オックスフォード大学付属（イギリス、オックスフォード）。1683年5月24日、開館。
- 独立した博物館 - ドイツ博物館：ドイツのミュンヘンに創設され、1925年に一般公開された。

## 企業
- 企業 - 金剛組
  - 古代日本の摂津国難波で敏達天皇7年（578年）に創業。以来、長らく宮大工組織として活動を続け、近代以降は主に寺社を手がける総合建設会社となっている。
- 財閥 - 住友財閥（住友グループ）
  - その歴史は400年以上前にさかのぼる。
- 宿泊施設 - 特定は困難。
  - 同程度に歴史のある日本の温泉宿3つが候補であるが、開湯の時期の信憑性や創業時期の不詳・不明が3者間での順位確定を妨げる。
    - 慶雲館：日本の甲斐国（現・山梨県）で西山温泉の宿として慶雲2年（705年）に開湯・創業。2011年2月中旬、「世界で一番古いホテル・旅館」として、それまで認定されていた後述の「法師」に替わってギネス世界記録に認定された[93][94][95]。「創業者一族が経営を続ける現存企業」として世界最古ともされる[注 6]（ギネス認定時の当主は、開湯・創業者である藤原真人から数えて52代目に当たる[94]）。もっとも、ここでいう藤原真人が中臣真人こと「定恵」を指すのであれば、643年-666年の人物であり、705年には開湯できない（ただし定恵も元亨釈書では714年没とあり、没年数がはっきりしていない）。
    - 法師：日本の加賀国（現・石川県）にて粟津温泉の宿として養老2年（718年）に開湯・創業。上述した「金剛組」が一族経営を断念して事業譲渡したことに伴い、「創業者一族が経営を続ける現存企業」としては世界最古と見なされたが、慶雲館のギネス認定で玉座が揺さぶられた。
    - 千年の湯 古まん：日本の但馬国（現・兵庫県北部）にて城崎温泉の宿として養老元年（717年）から養老4年（720年）の間に開湯されたといわれるが、創業年は不詳（当事者は717年の創業としている）。717年の開湯・創業と見なす資料では法師より1年早いとしている。
- 飲食店 -  シュティフツケラー・ザンクト・ペーター：オーストリア・ザルツブルク。803年創業。
- 喫茶店 - カフェ・プロコップ：フランス。1686年にシシリー島出身のフランチェスコ・プロコピオが創業。
- 喫茶店 - カッフェ・フローリアン：イタリア。1720年12月29日にヴェネツィア・サン・マルコ広場にて開業。カフェ・ラッテの発祥店として有名。
- 自転車メーカー - ビアンキ：イタリア。1885年にエドアルド・ビアンキ (Edoardo Bianchi) によって創業。
- 時計メーカー - ブランパン：1735年創業。
- 書店 - ベルトラン書店（英語版）：1732年創業。
  - ポルトガル、リスボンのベルトラン書店は現在も営業している最古の書店としてギネスブックに登録されている[96]。

## 経済
- 株券
  - 1602年にオランダ東インド会社が有価証券を発行したのが最初。
- 証券取引所
  - 12世紀頃のフランス。
- 商品取引所（先物取引） - 堂島米会所（日本、1730年）
- 商店街
  - エルサレムのカルド通り商店街。いつごろ成立した商店街なのかは定かではないが、世界最古の紀元前6世紀の地図にも記載されており、2600年以上の歴史がある。イエス・キリストも訪れたとされている。現在も商店街だが、地図に記されている紀元前6世紀ごろから現在まで閉店せずに代々続く商店は当然ながら存在しない。

## 技術

### 車輪
- 車輪 - リュブリャナ湿原の車輪（英語版）
  - スロベニアの首都リュブリャナの南、リュブリャナ湿原（英語版）で発見された紀元前3150年頃の木製の車輪が、現存する世界最古の車輪としてギネスブックに登録されている[97]。

### 計算機
- アナログ計算機（機械式計算機）- アンティキティラ島の機械[98]
  - 紀元前3世紀から紀元前1世紀中ごろに作られたとみられ、計算機やコンピュータの起源とされる[99]。1901年に海綿発掘者によって回収された。当初は玩具程度の物と考えられていたが、非常に複雑かつ精巧に作られており、発見から100年以上にわたって謎の物体であった。いくつかの推測がなされていたが、2006年に完全なレプリカが製作され、天体運行を計測するための機械であることが判明した。
- 稼働する最古のデジタルコンピュータ - ハーウェル・コンピュータ
  - 1951年に完成。一時期解体されていたが、2012年に修復を終えた後再び起動し、2013年に「動作する世界最古のデジタルコンピュータ」としてギネスブックに認定された[100]。

### 時計
- 日時計
  - 古代エジプト、紀元前13世紀の日時計が王家の谷から発見されている[101]。
- 稼働する機械時計 -ソールズベリー大聖堂の時計（英語版）
  - イギリス、ソールズベリーのソールズベリー大聖堂の時計は、1386年頃の製作[102][103]。※諸説あり

### 原子力
- 稼働している原子力発電所 - ベツナウ原子力発電所1号機
  - スイス、アールガウ州のベツナウ原子力発電所1号機は、1969年に運転を開始[104]。

### インターネット
- 有効な最古のドメイン名

### 医療
- 四肢の切断手術
  - インドネシア、ボルネオ島で、足の切断後、治癒した痕跡のある3万1千年前の骨が見つかっている[105]。
- 入れ墨
  - アルプスの氷河から発見された紀元前3250年頃のミイラ、アイスマン（エッツィ）に施されていた入れ墨が、最古の入れ墨である[106]。

- 義肢
  - 古代エジプト、紀元前10～9世紀の女性のミイラが右母趾用の木製の義足を身につけていた[107]。
- 総入れ歯
  - 和歌山県願成寺を創始した仏姫（俗名：中岡テイ）（天文7年（1538年）没）の黄楊製木床義歯[108]。
- ヒト細胞株 - HeLa細胞
  - 1951年、ジョンズ・ホプキンス大学でジョージ・オットー・ゲイにより確立[109]。

## スポーツ
- 史料で確認できる、現存最古のスポーツ
紀元前21世紀頃、古代エジプト中王国時代のベニ・ハッサンに所在する墳墓の壁画に描かれている当時のスポーツ数種のうち、レスリング、重量挙げ、跳躍運動[110]。
  - そのほか、弓矢による狩猟やボールを伴った儀式も描かれており[110]、これらは現代の概念ではスポーツではないものの、当時の認識を現代的常識で計ることは正しくない（これらをスポーツと呼べない可能性はあるが、そうであるなら、槍投げ競技もまた、古代のそれはスポーツと呼べない）。しかし、先の狩猟や儀式は現代までスポーツとして続けられていないので、現存最古のリストに挙げることはできない。
- 近代スポーツによる現存最古の国際スポーツイベント - アメリカスカップ
  - 1851年5月3日に第1回が開始された国際ヨットレース。en:America's Cup#1851 America wins the Cupも参照。
- 近代スポーツ
  - ボクシング競技
    - ルールブック「ブロートン・コード」(Broughton's Rule) に則って1743年にイングランドで行われたのが、世界初であり、現存最古でもある。中世ヨーロッパの都市や農村では暴力的で混沌としたスポーツが様々に行われていたが、この時代になって初めて厳格なルールが整備された。

## 報道
- 最古の流通性新聞 - 開元雑報（中国語版）
- 現在も発行されている最古の新聞 - Post- och Inrikes Tidningar（英語版）
  - スウェーデンで1645年から発行されている新聞。2007年からオンラインのみとなった[111]。
- 現在も発行されている最古の日刊紙 - Wiener Zeitung（英語版）[112]
  - オーストリアで1703年から発行されている世界最古の日刊紙だが、2023年にオンラインに移行することが発表された[113]。
- 株式市況（日本） 1925年3月23日に放送開始。現役の番組としては世界最古[要出典]。

## 娯楽

### ゲーム
- ボードゲーム - セネト
  - 古代エジプト第3王朝（紀元前27世紀）には存在し、中王国時代のセネト盤が発見されている[114]。
- ルールの判明しているボードゲーム - ウル王朝のゲーム
  - 紀元前2600年～2400年に作られたボードがウルの王墓で発見されている。バビロンで出土した紀元前2世紀の粘土板に楔形文字でルールが記載されていた[115]。

### 映画
- フィルムの現存する最古の映画 - ラウンドヘイの庭の場面
  - 1888年、フランスのルイ・ル・プランスによって撮影された『ラウンドヘイの庭の場面』がフィルムが現存する最古の映画である[116]。
- フィルムの現存する最古のポルノ映画 - エル・サルトリオ
  - 1907年にアルゼンチンで製作された『エル・サルトリオ』が、露骨な成人向けの内容を含む最古のフィルムが現存する映画である[117]。

### 映画館
- 継続して営業している最古の映画館 - ワシントン（アイオワ州）（英語版）の州立劇場
  - アメリカ、アイオワ州ワシントンの州立劇場は、1897年以来映画を上映し続けていることから、継続して営業している最古の映画館としてギネスブックに登録されている[118]。
- 現在も営業している最古の専用映画館 - エデン座
  - フランス、ラ・シオタのエデン座は、1889年に建てられ[119]、リュミエール兄弟が1899年に初めて収益性の高い映画を上映したことから[120]、現在も営業している最古の専用映画館としてギネスブックに登録されている[121]。

### 遊園地
- 現在も営業している最古の遊園地 - デュアハウスバッケン
  - コペンハーゲンで1583年に開園したデュアハウスバッケン（通称：Bakken）が、現在も営業している最古の遊園地である[122]
- 現在も稼働している最古のジェットコースター - Leap-The-Dips（英語版）
  - ペンシルバニア州アトランタのレイクモント・パーク（英語版）のLeap-The-Dipsは、1902年に稼働を開始した木造ジェットコースターで、1985年に一度閉鎖されたが、1999年に再オープンした[123]。
- 継続して稼働している最古のジェットコースター - The Great Scenic Railway（英語版）
  - オーストラリア、メルボルンのルナパーク（英語版）のThe Great Scenic Railwayは、1912年の開業以来継続して稼働している世界最古のジェットコースターである[124]。
- 現在も稼働している最古のメリーゴーラウンド - Vermolen Boden-Karussel
  - オランダ、Kaatsheuvel（英語版）のエフテリングに所在するVermolen Boden-Karusselは、1865年に建設され、動力は馬からモーターに変わったものの、現在も稼働している最古のメリーゴーラウンドである[125]。

### 競馬場
- 現在も営業している最古の競馬場 - チェスター競馬場
  - イギリス、チェスターのチェスター競馬場は1539年に記録に残る最初のレースをしたことから、現在も営業を続ける最古の競馬場としてギネスブックに登録されている[126]。

## 飲食物
- ケーキ - 古代エジプトのケーキ：紀元前23世紀～22世紀
  - 小麦粉、牛乳、蜂蜜を原料としたエジプト第6王朝ペピ2世の時代のケーキが、Pepionkhの墓から発見され、スイスのヴヴェイにある食品博物館（フランス語版）に収蔵されている[127][128]。
- チーズ - サッカラのチーズ：紀元前13世紀
  - 2018年にサッカラのPtahmes（セティ1世、ラムセス2世に仕えた人物）の墓の甕から、世界最古のチーズが発見された[129][130]。
- 茶葉 - 漢陽陵（英語版）から発見された茶葉：紀元前2世紀
  - 前漢の景帝（前141年没）の陵墓である漢陽陵から発見された[131]。
- ボトルワイン - シュパイヤーのワインボトル（英語版）：325年
  - ドイツのシュパイヤーで1867年に発掘されたローマ人の貴族の男女の墓から発見されたワインボトルは、中身がワックスで密封されていたことから、現存最古のワインボトルとされており、プファルツ歴史博物館（英語版）に収蔵されている[132]。
- オークションに出品された最古のコニャック - コニャック ・ゴーティエ1762：1762年[133]
- 完全な状態のウェディングケーキ - 1898年
  - イギリス、ハンプシャー州ベイジングストークの家族経営のパン屋のショーウィンドウに飾られていたもので、ウィリス博物館（英語版）に寄贈された。[134]